# Priscilla Carrasco Pizarro
Priscilla Andrea Carrasco Pizarro (1978) es una asistente social y psicóloga chilena, que desde agosto de 2022 se desempeña como directora del Servicio Nacional de la Mujer y la Equidad de Género (SernamEG), bajo el gobierno de Gabriel Boric.

## Estudios
Realizó sus estudios superiores en la carrera de trabajo social en la Universidad Tecnológica Metropolitana (UTEM) y en la de psicología en la Universidad ARCIS. Luego, cursó un magíster en estudios de género y cultura latinoamericana, mención en ciencias sociales y un diplomado en género y políticas públicas en la Universidad de Chile, así como también, un magíster en migraciones contemporáneas e interculturalidad en la Universidad Autónoma de Barcelona, España.

## Carrera profesional
Ha ejercido su profesión en el sector público, desempeñándose en diversos cargos. Con ocasión del segundo gobierno de la presidenta Michelle Bachelet, entre marzo de 2014 y enero de 2017 ocupó el cargo de jefa nacional del «Programa Apoyo a Víctimas de la Delincuencia» de la Subsecretaría de Prevención del Delito (SPD), organismo dependiente del Ministerio del Interior y Seguridad Pública.
Paralelamente, desde marzo de 2016 ejerció como docente en la Escuela de Trabajo Social de la Universidad Andrés Bello (UNAB).
A continuación, entre febrero de 2017 y octubre de 2019, fue jefa del Departamento de Formación y Capacitación de la Subsecretaría de Derechos Humanos del Ministerio de Justicia y Derechos Humanos.
En diciembre de 2020 fue nombrada como jefa de la Unidad de Género y Diversidad de la Universidad Central de Chile (UCEN).
El 2 de abril de 2022, durante el gobierno de Gabriel Boric, volvió a ser nombrada como jefa nacional del «Programa Apoyo a Víctimas de la Delincuencia» de la SPD. Dejó esa responsabilidad el 9 de agosto de ese año para asumir como directora nacional del Servicio Nacional de la Mujer y la Equidad de Género (SernamEG), designada por la misma administración previo a concurso de la Alta Dirección Pública (ADP). Por consecuencia, a partir de esa fecha abandonó la docencia y jefatura universitaria en la UNAB y UCEN, respectivamente.